# Omphalogramma minus
Omphalogramma minus är en viveväxtart som beskrevs av Hand.-mazz. Omphalogramma minus ingår i släktet Omphalogramma och familjen viveväxter. Inga underarter finns listade i Catalogue of Life.